# SLIM
Умный посадочный модуль для исследования Луны (англ. Smart Lander for Investigating Moon, SLIM; яп. 小型月着陸実証機) — автоматическая межпланетная станция (АМС) для исследования Луны, разработанная Японским агентством аэрокосмических исследований (JAXA). Основной задачей станции является демонстрация технологии точной посадки — совершить мягкую посадку с беспрецедентной точностью до 100 м (для сравнения, точность посадки лунного модуля «Аполлон-11» составляла около 20 км).
Запуск станции состоялся 6 сентября 2023 года в 23:42:11 по UTC (7 сентября в 08:42:11 по JST), прилунение состоялось 19 января 2024 года в 15:20 по UTC (20 января в 00:20 по JST), в восточной части кратера Кирилл. SLIM отклонился от цели всего на 55 м. SLIM стала первой японской миссией, совершившей мягкую посадку на поверхность Луны. К 27 мая 2024 года SLIM пробыв на луне 129 дней и пережив три лунные ночи, не вышел на связь, он не смог пережить четвёртую лунную ночь.
Работа SLIM на Луне была прекращена 23 августа 2024 года в 13:40 по UTC (в 22:40 по JST). SLIM пережив три лунные ночи побил мировой рекорд долго живучести среди аппаратов на Луне не имеющих РИТЭГа.

## Разработка
В июне 2014 года SLIM прошёл полуфинальный отбор вместе с миссией DESTINY+, предусматривающей полёт к астероиду, а в феврале 2015 года SLIM был выбран для реализации. С апреля 2016 года SLIM получил статус проекта в рамках JAXA. В мае 2016 года компания Mitsubishi Electric (MELCO) получила контракт на изготовление станции. В 2017 году из-за трудностей с финансированием запуск SLIM был переведён с ракеты-носителя Epsilon на ракету-носитель H-IIA (одновременно с рентгеновской обсерваторией XRISM).
Основным научным инструментом SLIM является многоспектральная камера, с помощью которой проводится анализ химического состава поверхности Луны в месте посадки.
В 2017 году посадочный модуль планировалось запустить в 2021 году, но впоследствии запуск был отложен до 28 августа 2023 года из-за задержек с XRISM.
Финансирование проекта
Стоимость разработки проекта составляет около 18 миллиардов иен (около 120 миллионов долларов).

## Полёт
28 августа в связи с неблагоприятными погодными условиями на космодроме Танегасима в префектуре Кагосима, в частности, сильными порывами ветра, пуск ракеты-носителя был опять отложен. JAXA сообщило, что запуск модуля планируется до 15 сентября.
Запуск станции состоялся 6 сентября 2023 года в 23:42:11 UTC (7 сентября 2023 года в 08:42:11 по JST). Через 14 минут и 9 секунд после старта от последней ступени ракеты-носителя успешно отделился американский рентгеновский телескоп XRISM, а спустя 47 минут и 33 секунды отделился SLIM.
Полёт занял около 4 месяцев (продолжительность полёта зависела от ряда факторов, и могла занять до 6 месяцев). Долгий полёт — следствие сложной траектории, нацеленной на экономию топлива.
25 декабря 2023 года в 7:51 UTC (в 16:51 по JST) SLIM был успешно выведен на орбиту вокруг Луны.
Посадка была намечена на 19 января 2024 года в 15:20 UTC (20 января 2024 года в 00:20 по JST).
Траектория полёта миссии SLIM

## Посадка и работа на поверхности

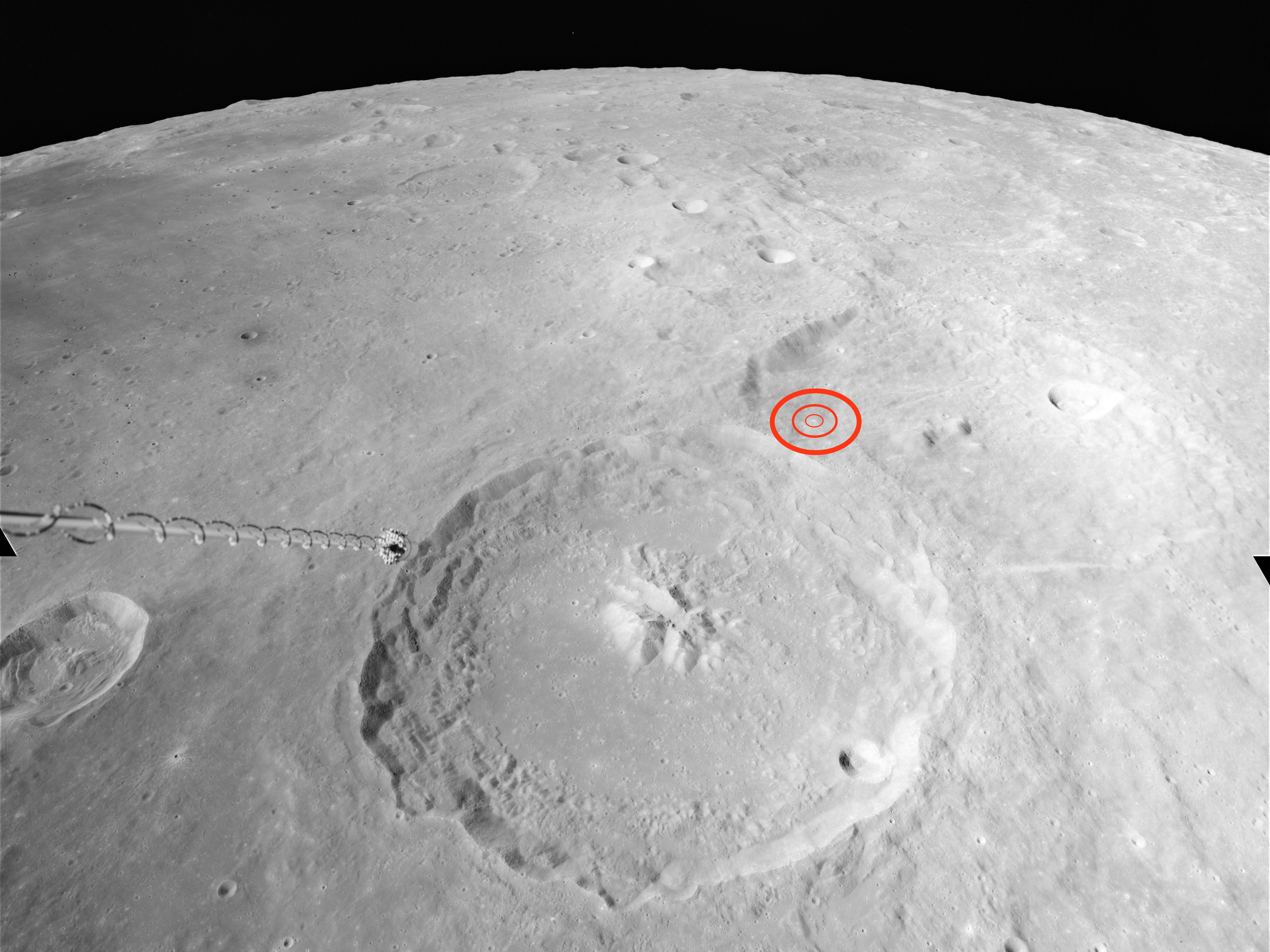
Место посадки модуля

Посадка модуля SLIM на лунную поверхность (прилунение) состоялась 19 января 2024 года в 15:20 UTC (20 января 2024 года в 00:20 по JST), вблизи крошечного кратера Сиори (13,3° ю. ш., 25,2° в. д.) в восточной части кратера Кирилл. 
Во время спуска на Луну посадочный модуль использовал систему распознавания лунных кратеров, применяя технологии систем распознавания лиц (нейронные сети и/или алгоритмы машинного обучения), и определял своё текущее местоположение, используя данные наблюдений, собранные миссией лунного орбитального аппарата SELENE (Кагуя). SLIM отклонился от цели всего на 55 м. Япония стала пятой страной в мире, посадившей свой аппарат на естественный спутник Земли.
За несколько мгновений до прилунения модуль SLIM сбросил два лунохода на поверхность Луны.
Связь с модулем была установлена, однако у аппарата возникли проблемы — солнечная панель SLIM не вырабатывала электричество, поэтому модуль работал с использованием резервных батарей[каких?], которые были установлены ещё на Земле. JAXA заявило, что солнечные панели посадочного модуля могут быть расположены под неправильным углом. Аппарат находится на связи с Землёй, но было неизвестно, сможет ли он собрать какие-либо научные данные. JAXA подчёркивает, что несмотря на возникшие сложности посадка аппарата считается состоявшейся и успешной, если бы это было не так, аппарат разрушился бы при соприкосновении с поверхностью спутника Земли. Оба лунохода функционировали нормально.
Как выяснилось, примерно на высоте 50 метров произошёл сбой в одном из двух основных двигателей, который практически разрушился. Из-за этого посадка происходила с сильным боковым смещением, и модуль опрокинулся, коснувшись поверхности — на Луне он оказался практически вверх ногами. Неоптимальное положение зонда привело к тому, что его солнечные панели были ориентированы на запад и смогли заряжать батареи только в конце лунного дня, который также длится около 14 земных суток. Тем не менее, некоторые научные данные собрать удалось.
24 января 2024 года орбитальный лунный зонд Lunar Reconnaissance Orbiter (LRO) сфотографировал место посадки SLIM.
29 января 2024 года посадочный модуль возобновил работу после недельного простоя. В JAXA заявили, что восстановили контакт с посадочным модулем, и его солнечные элементы снова заработали после того, как изменение условий освещения позволило ему поймать солнечный свет.
25 февраля 2024 года связь с модулем была восстановлена, JAXA сообщило, что SLIM снова вышел на связь с Землёй. Модуль пережил двухнедельную ночь на Луне (которая длилась примерно с 1 по 15 февраля), хотя предполагалось, что его электроника не с сможет выдержать суровой лунной ночи без обогрева, оборудование модуля не было рассчитано на работу в условиях лунной ночи — при температуре минус 130 градусов Цельсия электроника аппарата должна была выйти из строя.
29 февраля 2024 года, с приходом второй лунной ночи, модуль SLIM вновь перешёл в спящий режим. Учитывая, что модулю удалось пережить первую ночь, команда управления надеется на возобновление работы аппарата с приходом солнечных лучей в конце марта.
27 марта 2024 года SLIM пережил ещё одну лунную ночь, проснулся и отправив на Землю ещё больше изображений. JAXA сообщило, что согласно полученным данным, некоторые датчики температуры и неиспользованные элементы аккумуляторной батареи начинают давать сбои, но большинство функций модуля, которые пережили первую лунную ночь, сохранились после второй лунной ночи тоже.
23 апреля 2024 года SLIM снова вышел на связь, пережив уже третью лунную ночь.
27 мая 2024 года SLIM не вышел на связь, он не пережил четвёртую лунную ночь.

## Луноходы
Станция доставила на поверхность Луны два небольших лунохода:
- Lunar Excursion Vehicle 1 (LEV-1) — это луноход весом около 5 кг[уточнить], который передвигается с помощью прыжкового механизма. LEV1 занимается фотосъёмкой (оснащён широкоугольными камерами видимого света), оснащён небольшим электрооборудованием и оборудованием прямой связи с Землёй (антеннами диапазона УВЧ, взятыми у аппаратов MINERVA и OMOTENASHI). Луноход LEV1 также оснащён термометром, радиационным монитором и инклинометром.  LEV-1 передвигался с помощью прыжков и совершил семь перемещений за 107 минут работы.
- Lunar Excursion Vehicle 2 (LEV-2) или Sora-Q[англ.] — крошечный вездеход-трансформер весом 250 г, разработанный JAXA в сотрудничестве с Tomy, Sony и Университетом Дошиша[англ.]. LEV-2 может менять свою форму, передвигаясь по поверхности Луны перекатываясь, кроме того он оснащён двумя небольшими камерами. Он может работать примерно 2 часа[31]. LEV-2, который перекатывался как бейсбольный мяч, смог передать снимок опрокинувшегося модуля со стороны.

Оба они успели протестировать и технологию радиосвязи друг с другом.